# Anita Roddick
Anita Lucia Roddick, DBE, född Perella 23 oktober 1942 i Littlehampton, West Sussex, död 10 september 2007 i Chichester, West Sussex, var en brittisk entreprenör och grundare av kosmetikakedjan Body Shop.
Hon var gift och hade två barn.